# Csepreg
Csepreg (Duits: Tschapring) is een plaats (város) en gemeente in het Hongaarse comitaat Vas. Csepreg telt 3525 inwoners (2007).